# Mycetophila subvittata
Mycetophila subvittata är en tvåvingeart som beskrevs av Freeman 1954. Mycetophila subvittata ingår i släktet Mycetophila och familjen svampmyggor. Inga underarter finns listade i Catalogue of Life.